# پرکوپچلیتسا
پرکوپچلیتسا (به صربی: Prekopčelica) یک منطقهٔ مسکونی در صربستان است که در لبانه واقع شده‌است. پرکوپچلیتسا ۵۰۸ نفر جمعیت دارد.